# Vasili Kandinski
Vasili Kandinski (în rusă Василий Васильевич Кандинский, transliterat: Vasili Vasilievici Kandinski; n. 22 noiembrie/4 decembrie 1866, Moscova, Imperiul Rus – d. 13 decembrie 1944, Neuilly-sur-Seine, Seine, Franța) a fost un pictor de origine rusă, asociat cu mișcările artistice ale expresionismului și ulterior cu Bauhaus.

## Biografie
S-a născut pe 4 decembrie 1866, într-o familie de burghezi bogați și moderni din Moscova. În 1871, familia Kandinski părăsește Moscova și se mută la Odessa. De la vârsta de 8 ani, Vasili începe să ia lecții de pian și violoncel. Frecventează cursurile liceului clasic și studiază desenul. În 1882, la vârsta de 26 ani se însoară cu verișoara lui, Anna Semiakina. În anul 1885, se întoarce la Moscova pentru a urma cursurile facultății de drept și apoi lucrează ca profesor la facultate. În 1896 ia o decizie irevocabilă: va deveni pictor. Pleacă la München, unde se afla una dintre cele mai renumite Academii de Artă din Europa acelor vremuri.

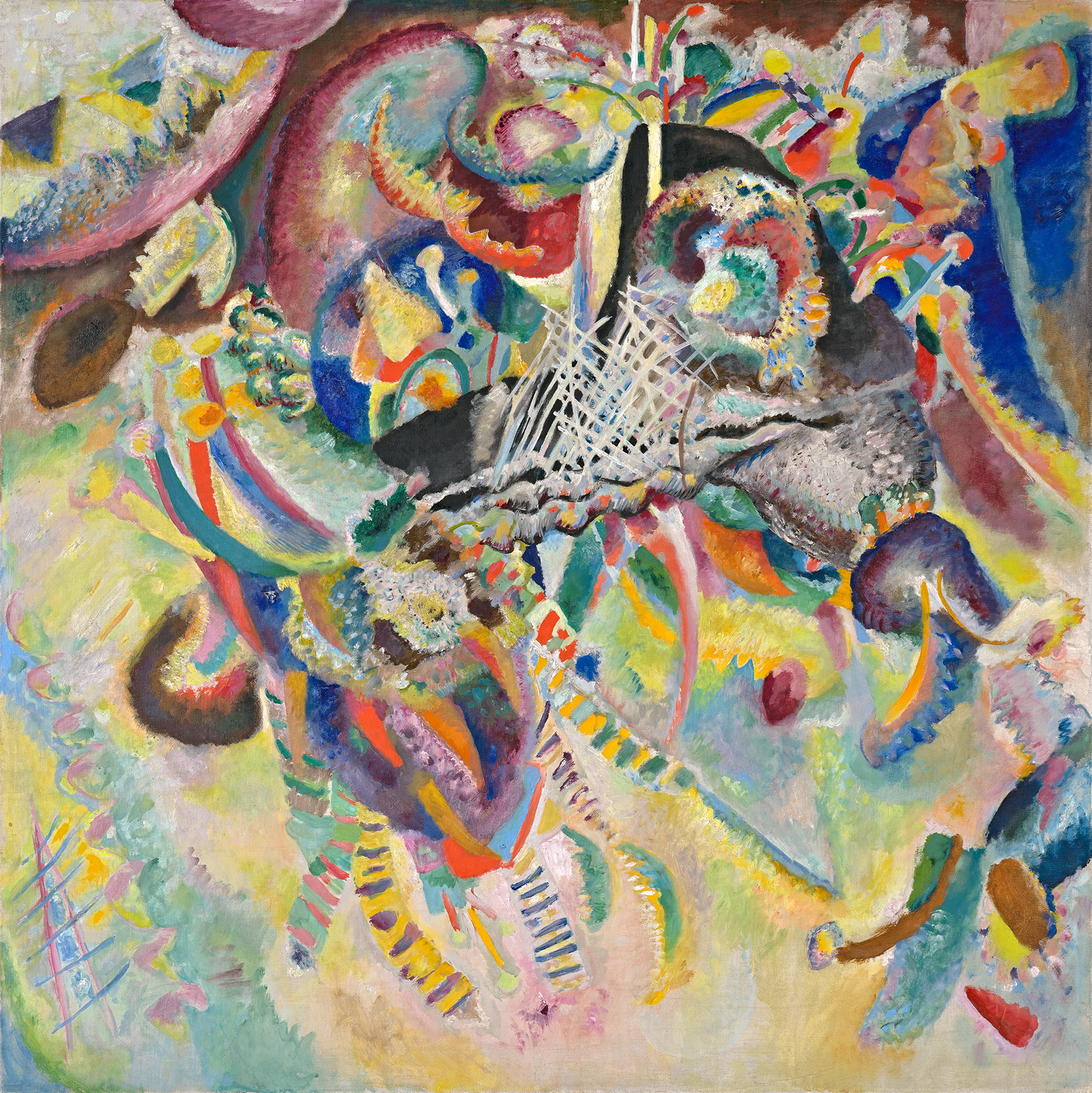
Fugă, 1914 Fundația Beyeler, Basel

După ce sosește în Germania, în decembrie 1896, începe să studieze între 1897 - 1899 la o școală celebră condusă de pictorul Anton Azbe (1855 - 1905). În 1900, este primit în Academia de Arte Frumoase. Dezamăgit, părăsește școala renunțând definitiv la educația academică. În primăvara anului 1901, înființează grupul "Phalanx". Această societate, născută în spiritul opoziției față de academismul omnipotent și omniprezent în artă, organizează în cursul celor patru ani de existență un număr de 12 expoziții care luau apărarea curentelor cele mai novatoare. "Phalanx" își deschide propria școala, la care Kandinski devine profesor de desen și pictură. În 1902 se îndrăgostește de una dintre elevele sale, Gabriele Münter (1877-1962).

## De la "Neue Kunstlervereinigung" la  "Der Blaue Reiter"
Din luna ianuarie 1909, Kandinski înființează împreună cu prietenii săi Neue Kunstlervereinigung (Noua Societate Artistică). Precum toți artiștii avangardiști, și ei sunt animați de același nonconformism față de arta oficială.
Organizează expoziții care prezintă – pe lângă lucrările membrilor societății - operele unora dintre cele mai marcante personalități ale lumii artistice ale momentului: Picasso, Braque, Derain și alții. Aceste manifestări declanșează un scandal de proporții nu numai în rândul publicului, dar și în cercul criticilor.
Tânărul pictor Franz Marc va fi alături de Kandinski, ca unul dintre fondatorii noului grup Der Blaue Reiter (Călărețul Albastru), care apare la München în anul 1911. În mai 1912, vede lumina tiparului ediția specială a revistei intitulate Almanach. Der Blaue Reiter, care prezintă lucrările câtorva artiști aparținând unor direcții și discipline dintre cele mai variate.

## Perioada rusă
După izbucnirea Primului Război Mondial este constrâns să părăsească Münchenul, fiind cetățean rus, deci persona non grata.
Se întoarce la Moscova, unde o cunoaște pe Nina Nikolaievna Andreevska cu care se va căsători în anul 1917. În septembrie, se va naște primul lui fiu, Vsievolod. Din păcate, copilul va muri la doar trei ani.
În 1920, devine profesor la universitatea din Moscova, iar un an mai târziu înființează Academia de Știință și Artă. Concepțiile lui Kandinski vor fi în scurtă vreme din ce în ce mai mult criticate. În decembrie 1921, pleacă cu soția la Berlin. Nu se va mai întoarce niciodată în Rusia.

## Ultimii ani
În 1922, la Weimar este numit profesor la Bauhaus. După ce naziștii închid facultatea Bauhaus, în 1933 pleacă la Paris. La sfatul lui Marcel Duchamp se stabilește împreună cu soția la periferia de vest a orașului, la Neuilly-sur-Seine. Duce aici o viață liniștită, departe de lume.

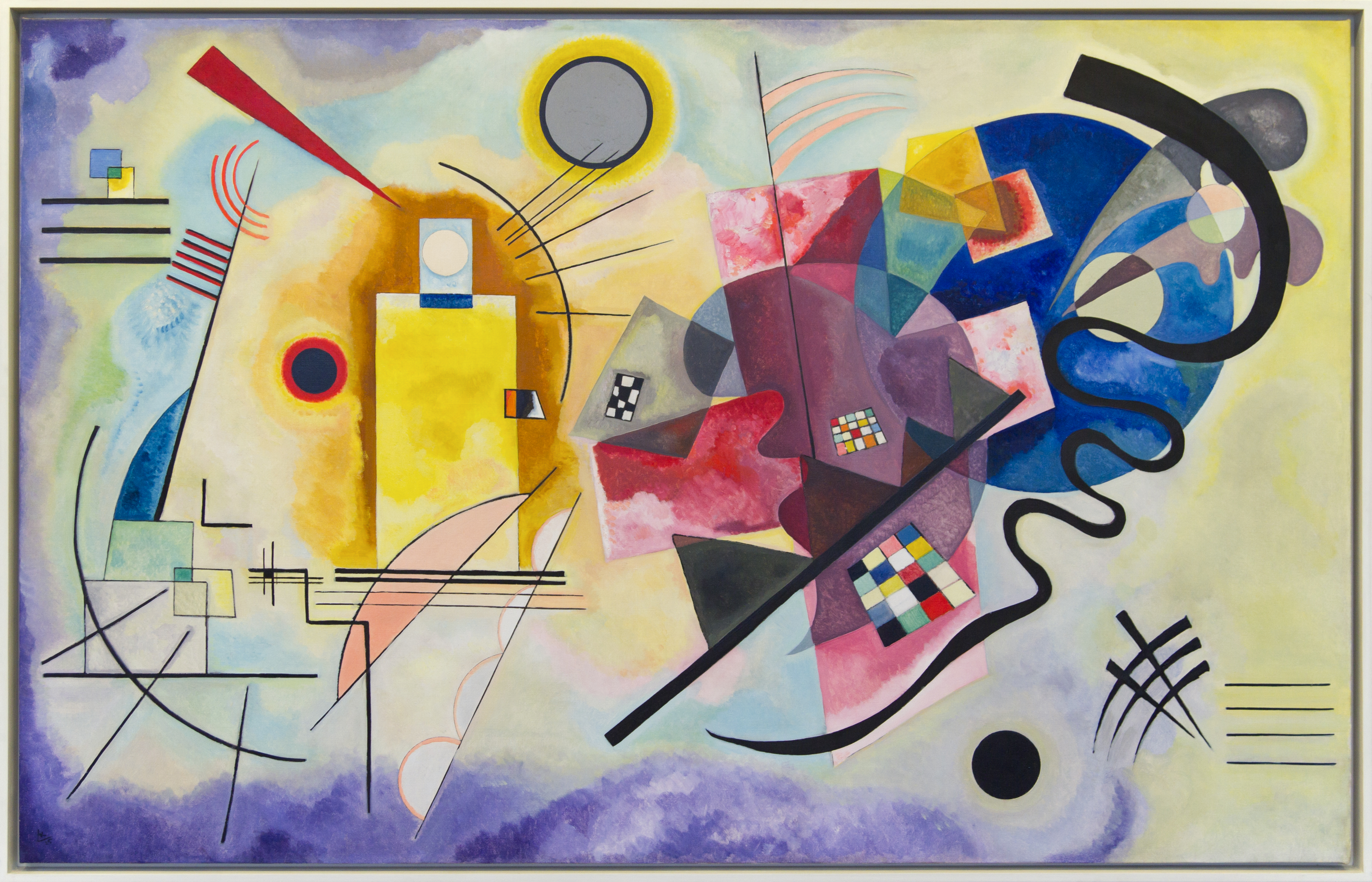
Galben Roșu Albastru - 1925. Donație Nina Kandinsky.

În martie 1944, este diagnosticat cu arterioscleroză, dar va continua să lucreze până în iulie. Moare la Neuilly-sur-Seine, pe 13 decembrie 1944 ca urmare a unei hemoragii cerebrale.

## Lucrările considerate a fi cele mai importante
- Pereche călare (1906 - 1907)
- Murnau-vedere cu biserica (1908)
- Improvizația 19 (1911)
- Compoziția IV (1911)
- Improvizația 26 (1912)
- Compoziția VI (1913)
- Impresie (1917)
- În cenușiu (1919)
- Rețeua neagră (1922)
- Compoziția VIII (1923)
- Pe alb II (1923)
- Pustiul verde (1930)
- Grune Spitze (1932)
- Compoziția IX (1936)
- Albastrul cerului (1940)
- Echilibrul (1942)

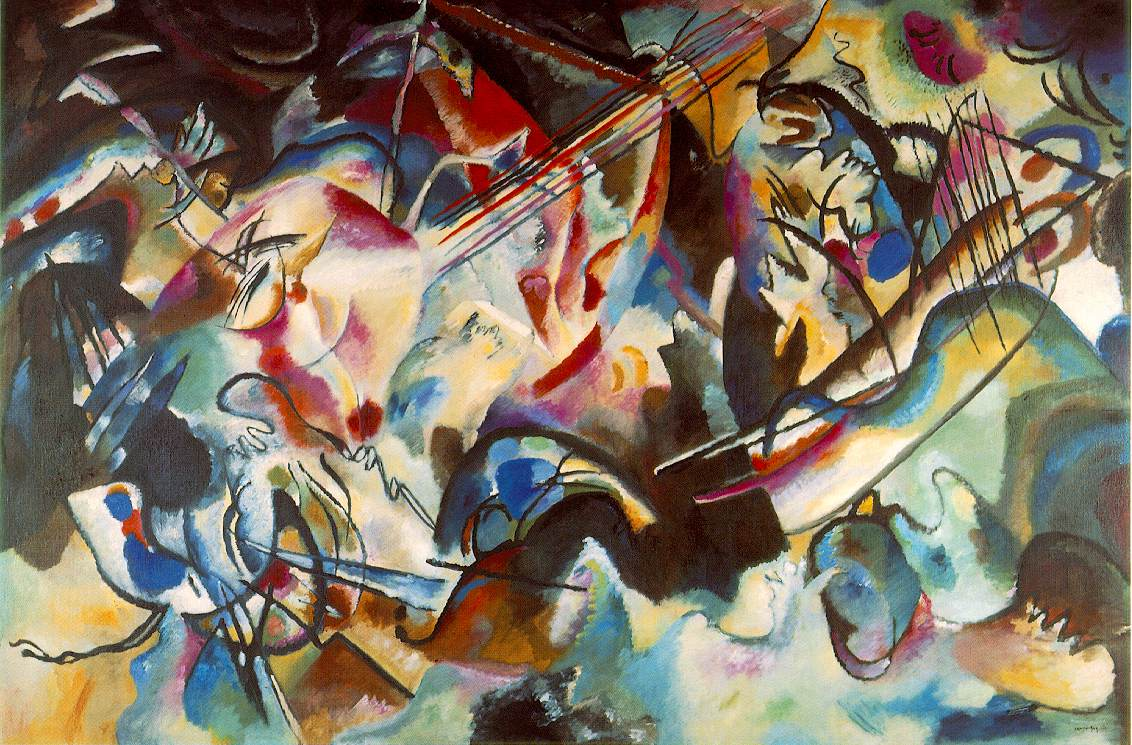
Compoziția VI
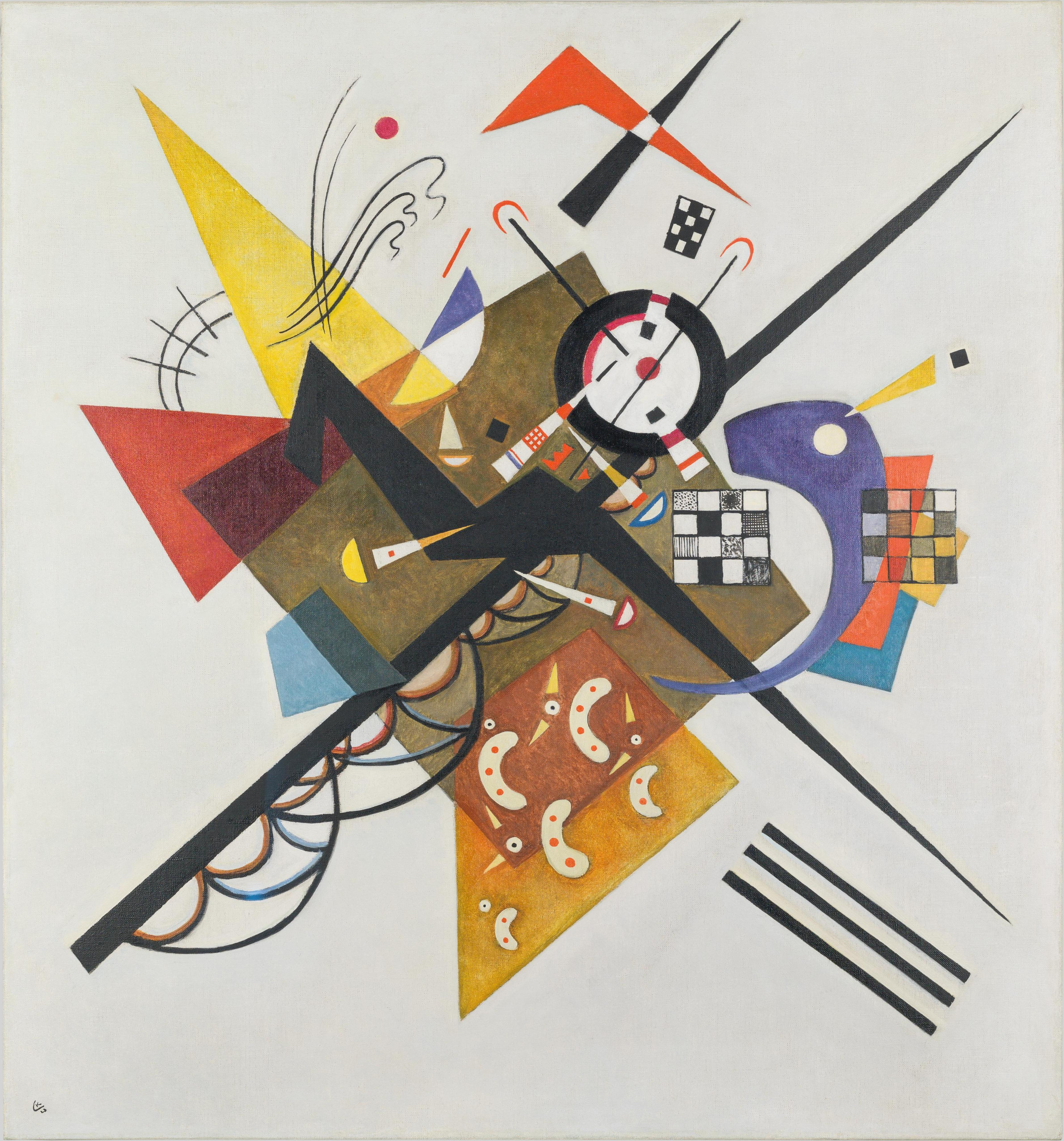
Pe alb II
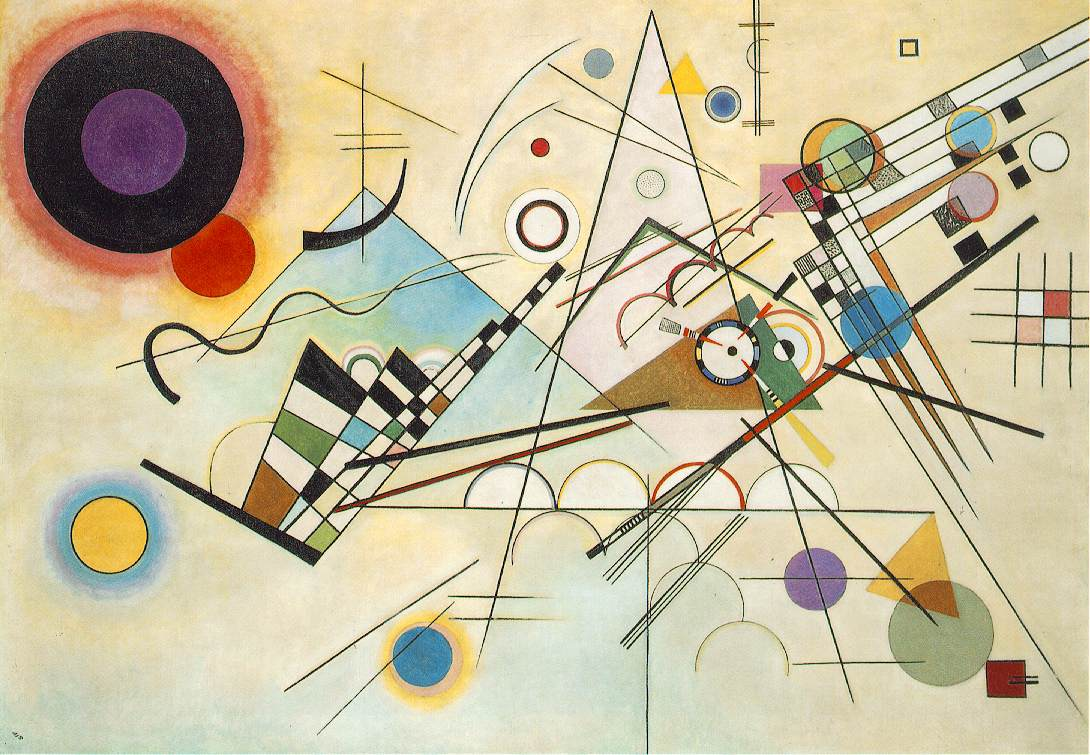
Compoziția VIII
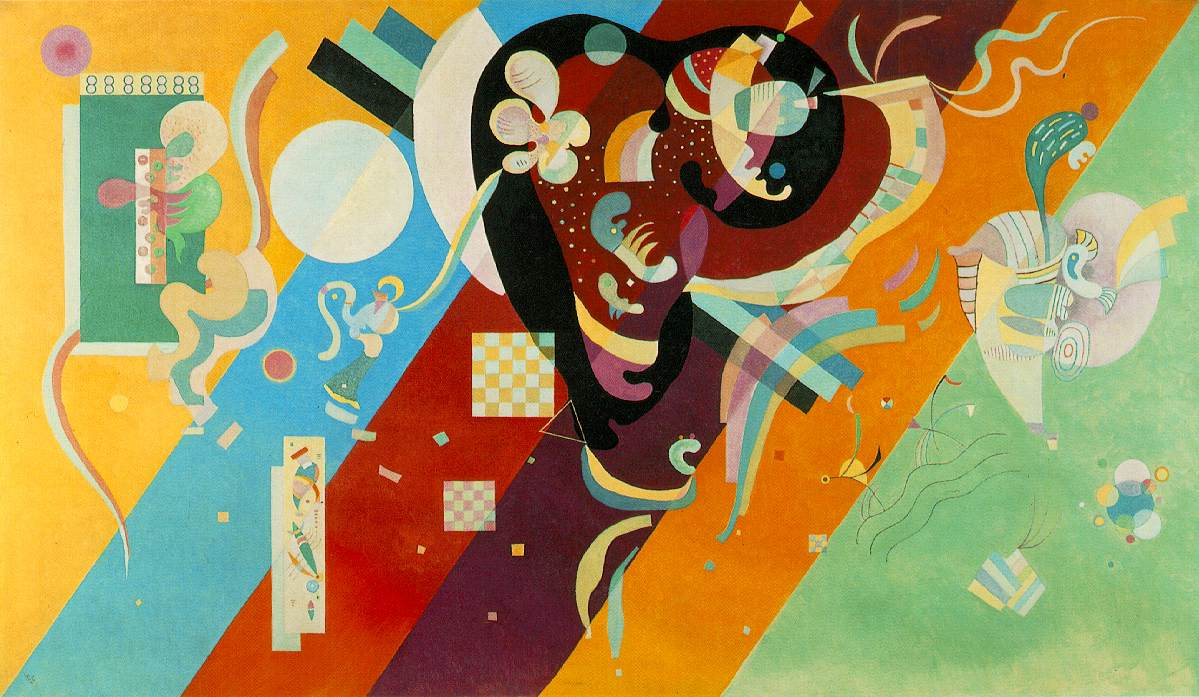
Compoziția IX